# Розділи математики
Математика охоплює всю зростаючу різноманітність і глибину предметів, які розвивалися за всю історію, а її складність потребує цілої системи аби організувати багато предметів в загальніші галузі математики. Кількість різних схем класифікації постійно збільшується, і хоча вони мають дещо спільне, вони різні, частково через різні задачі яким вони слугують. Крім того, оскільки математика продовжує розвиватися, ці схеми класифікації також мають змінюватися для того, щоб брати до уваги новостворені галузі або відкриті нові зв'язки між різними галузями.
Традиційний поділ математики на чисту математику, математика вивчалась для своїх власних задач, і прикладну математику, математику, яка на пряму зв'язана із задачами реального світу.
Цей поділ не завжди ясний і багато предметів розвивалися як чиста математика але знайшли неочікувані застосування згодом. Широкі розділи, такі як дискретна математика і обчислювальна математика, виникли набагато пізніше.
Ідеальна система класифікації дозволяє додавати нові галузі в організовану структуру попередніх знань, і впорядковувати неочікувані відкриття і виниклі взаємозв'язки в своїх рамках.
Наприклад, програма Ленглендса, яку запропонував канадський математик Роберт Ленглендс, дозволила знайти неочікувані зв'язки між галузями, які раніше вважалися ніяк не пов'язаними, наприклад групами Галуа, поверхнями Рімана і теорією чисел.

## Основні розділи математики

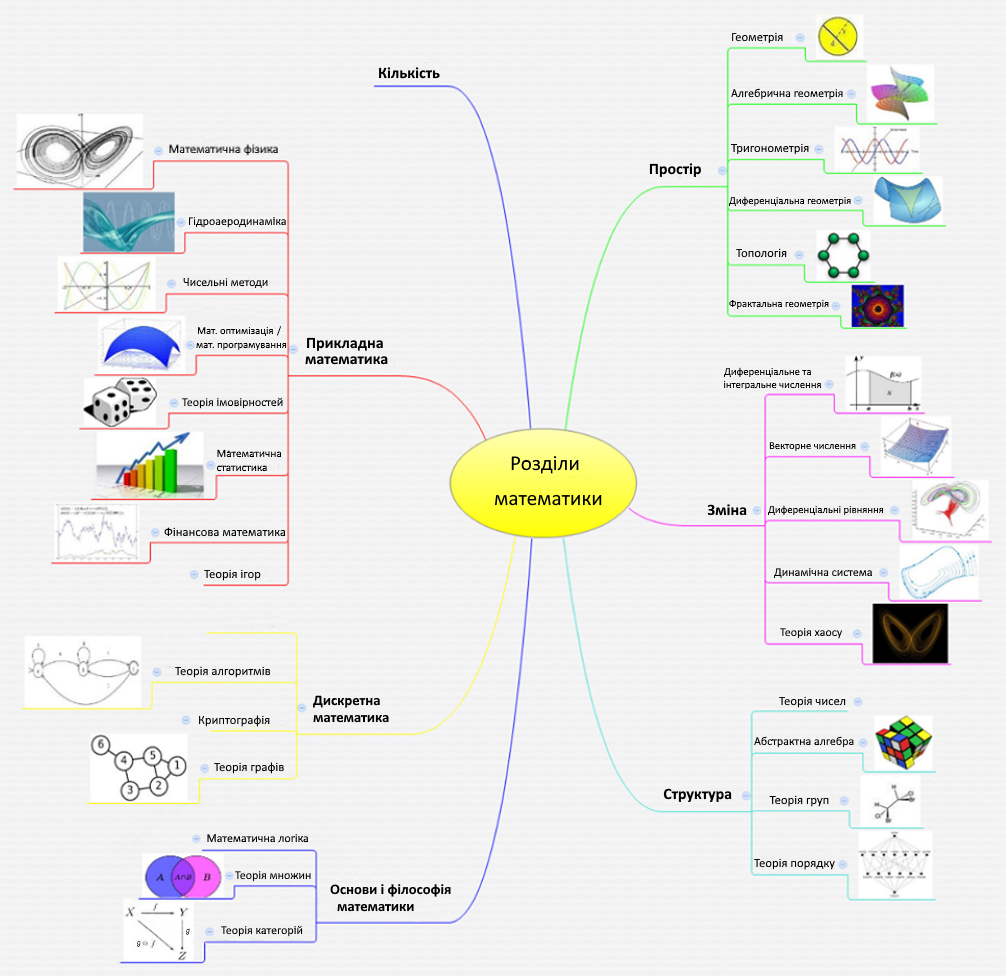
Основні розділи математики

### Основи
Рекреаційна математикаВід магічних квадратів до множини Мандельброта, числа були предметом розваг і втіхи мільйонів людей різного віку. Багато важливих розділів «серйозної» математики мають своє коріння в тому, що колись було головоломками, іграми або пазлами.
Історія і особистостіІсторія математики нерозривно переплітається з самим предметом. Це цілком природно: математика має внутрішню органічну структуру, виводячи нові теореми з тих, що були раніше. Оскільки кожне нове покоління математиків опирається на досягнення попередників, предмет сам по собі розширюється і нарощує нові шари, як цибуля.
Математична логіка і основи, включаючи теорію множинМатематики завжди працювати із логікою та символами, але століттями основні закони логіки вважалися самі по собі зрозумілими, і ніколи не виражалися символічно. Математична логіка, також знана як символічна логіка, була розроблена, коли люди врешті решт зрозуміли що засобами математики можна вивчати структуру логіки як такої. Галузі досліджень у цій галузі швидко розширюються і, як правило, поділяються на кілька окремих розділів.
Теорія моделей
Теорія моделей вивчає математичні структури в загальному вигляді. Її основним засобом є логіка першого порядку.
Теорія множин
Множину можна розглядати як набір різноманітних речей, які об'єднані якоюсь спільною рисою. Теорія множин поділяється на три основні розділи. Наївна теорія множин це перша теорія множин, розроблена математиками наприкінці XIX століття. Аксіоматизована теорія множин сувора аксіоматична теорія розроблена у відповідь на виявлення серйозних недоліків (таких як Парадокс Расселла) в попередній теорії множин. Вона розглядає множини як «такі що задовольняють аксіомам», а поняття множин елементів слугує лише як мотивація для аксіом. Внутрішня теорія множин — це аксіоматичне продовження теорії множин, що охоплює логічно послідовні визначення нескінченно великих і нескінченно малих елементів в рамках дійсних чисел.
Теорія доведення і Конструктивна математика
Теорія доведення виросла з амбіційної програми Давида Гілберта, що мала на меті формалізувати всі доведення в математиці. Найвідоміший результат в цій галузі був втілений в теоремах неповноти Геделя. Досить популярна концепція і має тісний зв'язок з ідеєю Машин Тюрінга. Конструктивізм став наслідком неортодоксальних поглядів Брауера на природу логіки як такої; конструктивно говорячи, математики не можуть стверджувати «Чи є коло круглим, чи ні» доки вона насправді не показали, що таке коло і не виміряли його округлість.

### Арифметика
Арифметика це наука про числа і властивості операцій з ними.

### Алгебра
Вивчення структури починається з чисел, спочатку із знайомих натуральних чисел і цілих чисел і арифметичних операцій над ними, які визначаються елементарною алгеброю. Докладніше властивості цих чисел вивчаються теорією чисел. Вивчення методів вирішення рівнянь проводить до розділу абстрактної алгебри, яка, серед інших речей, вивчає кільця і поля, структури, що узагальнюють властивості притаманні повсякденним числам. Давно поставлені питання про побудову за допомогою компаса і лінійки були нарешті впорядковані теорією Галуа. Фізично важливо поняття векторів, узагальнене до векторного простору, вивчається лінійною алгеброю.
Теорія порядкуІз двох будь-яких різних дійсних чисел, одне має бути більше іншого. Теорія порядку узагальнює цю ідею до елементів будь-яких множин. Вона містить такі поняття як Ґратки і впорядковані алгебраїчні структури.
Загальні алгебраїчні системиМаючи множину, можна визначити різні способи співвідношення або об'єднання елементів даної множини. Якщо це підкоряється певним правилом, тоді говорять про утворення певної алгебраїчної структури. Універсальна алгебра є формальнішою наукою, що досліджує такі структури і системи.
Теорія чиселТеорія чисел традиційно займається властивостями чисел. Досить недавно, вона почала займатися ширшим класом задач, які природним шляхом виникли внаслідок дослідження чисел. Її можна розділити на елементарну теорію чисел (в якій вивчаються цілі числа без допомоги методів з інших математичних галузей); аналітичну теорію чисел (в якій використовуються обчислення і комплексний аналіз); алгебраїчну теорію чисел (яка вивчає алгебраїчні числа — корені поліномів із цілими коефіцієнтами); геометричну теорію чисел; комбінаторну теорію чисел; теорію трансцендентних чисел; і Обчислювальну теорію.
Теорія поля і поліномівТеорія поля вивчає властивості полів. Поле є математичним об'єктом для якого чітко визначені додавання, віднімання, множення і ділення. Поліном це вираз, який містить лише змінні, над якими здійснюється лише додавання, віднімання і множення.
Комутативні кільця і алгебриВ теорії кілець, гілці абстрактної алгебри, комутативне кільце це таке кільце, в якому операція множення підкоряється правилу комутативності. Це означає, що якщо a і b є елементами кільця, тоді a×b=b×a. Комутативна алгебра це галузь дослідження комутативних кілець і їх ідеалів, модулів і алгебр. Вона є фундаментальною для алгебраїчної геометрії і алгебраїчної теорії чисел. Найвдалішим прикладом комутативних кілець є кільця поліномів.

### Аналіз
В світі математики слово, аналіз це галузь, яка зосереджується на змінах: швидкості змін, накопичених змінах, і багатьох речах, які змінюються відносно до (або незалежно від) деяких інших.
Сучасний аналіз являє собою величезну і швидко зростаючу гілку математики, яка торкається майже всіх інших підрозділів дисципліни, знаходячі прямі і не пряму застосування в різних галузях, таких як теорія чисел, криптографія, і абстрактна алгебра. Вона також є мовою науки як такої, оскільки вона застосовується в хімії, біології, і фізиці, від астрофізики до рентгеноструктурного аналізу.

### Комбінаторика
Комбінаторика це наука, яка вивчає скінченний або дискретний набір об'єктів, який задовольняє певним критеріям. Зокрема, вона займається «підрахунком» об'єктів в таких наборах (нумераційна комбінаторика) і вияснення чи існують певні «оптимальні» об'єкти (екстремальна комбінаторика). Вона включає теорію графів, яка використовується для опису взаємозв'язаних об'єктів (граф у цьому сенсі являє собою мережу, або набір пов'язаних точок). Див. також Словник термінів теорії графів.
Алгебрична комбінаторика використовує методи загальної алгебри, особливо теорії груп і теорії представлень, у різних комбінаторних контекстах і, навпаки, застосовує комбінаторні техніки до задач в алгебрі.
Топологічна комбінаторика розглядає застосування методів топології до задач дискретної математики, топологічні узагальнення задач дискретної геометрії та дискретизацію топологічних понять.
Арифметична комбінаторика вивчає залежність між структурами, що утворюються в полі (рідше — в кільці) операцією додавання і операцією множення.

### Геометрія і топологія
Геометрія займається просторовими відношеннями, використовуючи фундаментальні властивості або аксіоми. Такі аксіоми можуть бути використані в поєднанні з математичними визначеннями точок, прямих ліній, кривих, поверхонь і твердих тіл, для того, щоб зробити логічні висновки.
Опукла геометрія і дискретна геометріяЗаймається вивченням таких об'єктів як багатокутники і багатограники.
Дискретна або комбінаторна геометріяВивчає геометричні об'єкти і їх властивостями, що є дискретними або комбінаторними, або за своєю природою або за їх представленням. До неї відноситься вивчення фігур, таких як правильні многогранники і поняття теселяції.
Диференціальна геометріяНаука, що вивчає геометрію за допомогою методів обчислень. Вона тісно пов'язана із диференційною топологією. Вона покриває такі галузі як Ріманова геометрія, поняття кривини і диференційну геометрію кривих.
Алгебраїчна геометріяДаний поліном двох дійсних змінних, тоді точки на площині, в яких ця функція дорівнює нулю утворять криву. Поняття алгебраїчної кривої розширює це поняття поліномів над полем із заданою кількістю змінних. Алгебраїчну геометрію можна розглядати як науку, що вивчає ці криві.
ТопологіяВивчає властивості фігури, які не змінюються із тим як фігура постійно деформується. Основним розділами є топологія множини точок (або загальна топологія), алгебрична топологія, і топологія багатовидів, які приведені далі.
Загальна топологія
Також має назву топологія множини точок. Вивчає властивості топологічних просторів. Містить такі поняття як відкриті і замкнуті множини, компактні простори, неперервна функція, границя числової послідовності, аксіоми відокремлюваності, метричний простір, теорія розмірності.
Алгебрична топологія
Властивості алгебраїчних об'єктів, що відносяться до топологічного простору і як ці алгебраїчні об'єкти наслідують властивості таких просторів. Має такі галузі як гомологія, когомологія, гомотопія, і гомологічна алгебра, деякі з них є прикладами функторів. Гомотопія займається гомотопними групами (в тому числі фундаментальну групу) а також симпліційними комплексами і CW-комплексами (які також називаються клітинними комплексами).
Многовиди
Під многовидом можна розуміти n-вимірне узагальнення поверхні в звичному 3-вимірному Евклідовому просторі. Вивчення многовидів охоплює диференційну топологію, яка бере до уваги властивості диференційованих функцій визначених над многовидом. Дивись також комплексні многовиди.

### Прикладна математика

#### Ймовірність і статистика
- Теорія ймовірностей: Математична теорія феномену випадковості[en]. Теорія ймовірностей вивчає випадкові величини і події, які є математичною абстракцією не-детермінованих подій або вимірних величин. Див. також Категорія:Теорія ймовірностей.
  - Стохастичні процеси: Додаткова галузь теорії ймовірності, яка вивчає колекції випадкових величин, такі як часові ряди або просторові процеси. Див. також Категорія:Випадкові процеси.
- Статистика: Наука про ефективне використання чисельних даних експериментів або популяції індивідуумів. До статистики відноситься не тільки збір, аналіз і інтерпретація таких даних, але також планування збору даних, з точки зору розробки збору вибірки і планування експериментів.

#### Обчислювальні науки
Чисельні методиБагато задач математики часто не можливо вирішити точно. Чисельні методи це наука про ітеративні методи і алгоритми для наближеного вирішення задач з деякою визначеною мірою похибки. Містить в собі такі поняття як чисельне диференціювання, чисельне інтегрування і чисельні методи.
Комп'ютерна алгебраЦя галузь також називається символьні обчислення або алгебраїчні обчислення. Вона займається точними обчисленнями, наприклад із цілими числами довільного розміру, поліномами або елементами скінченних полів. До неї також відносяться обчислення з не числовими математичними об'єктами такими як поліноміальні ідеали або ряди.
Машинне навчанняЦя галузь вивчає розпізнавання образів і теорією обчислюваного навчання в штучному інтелекті.